# مرد مورچه‌ای (فیلم)
مرد مورچه‌ای (به انگلیسی: Ant-Man) نام فیلمی ابرقهرمانی بر پایهٔ شخصیت‌های کتاب‌های کامیکی به همین نام: اسکات لنگ و هنک پیم از انتشارات شرکت مارول کامیکس است. این فیلم توسط مارول استودیوز تولید و استودیو سینمایی والت دیزنی مسئولیت توزیع آن را بر عهده داشت. این فیلم دوازدهمین فیلم در دنیای سینمایی مارول محسوب می‌شود. پیتون رید کارگردانی این فیلم را بر عهده داشته و آدام مک‌کی و پل راد فیلم‌نامهٔ فیلم را بر پایهٔ داستانی از ادگار رایت و جو کرنیش نوشته‌اند. پل راد، اوانجلین لیلی، کوری استول، بابی کاناوله، مایکل پنیا، جودی گریر، تی. آی.، دیوید دستمالچیان، وود هریس، جوردی مویا و مایکل داگلاس در این فیلم به ایفای نقش پرداخته‌اند.
مقدمات ساخت این فیلم از سال ۲۰۰۶ شروع شد و ادگار رایت برای کارگردانی و نوشتن فیلم‌نامه به همراه جو کُرنیش استخدام شد. تا آوریل ۲۰۱۱، رایت و کُرنیش سه نسخه از فیلم‌نامه را آماده کردند. پیش‌تولید در اکتبر ۲۰۱۳ و انتخاب بازیگران در دسامبر ۲۰۱۳ آغاز شد. در مه ۲۰۱۴، رایت پروژه را به علت اختلاف سلیقه ترک کرد. یک ماه بعد رید برای کارگردانی فیلم و مک‌کی برای نوشتن فیلم‌نامه استخدام شدند. فیلم‌برداری این فیلم بین اوت و دسامبر ۲۰۱۴ در سان فرانسیسکو، پاینوود آتلانتا، فایت، جورجیا و آتلانتا انجام شد.
مرد مورچه‌ای ۱۷ ژوئیه ۲۰۱۵ به صورت سه‌بعدی و سه‌بعدی آی‌مکس در آمریکای شمالی اکران شد.

## داستان
در سال ۱۹۸۹، دانشمند هنک پیم پس از آن‌که متوجه تلاش شیلد برای بازسازی فناوری کوچک‌سازی مرد مورچه‌ای می‌شود، از این سازمان کناره‌گیری می‌کند. او معتقد است که این فناوری در صورت تکثیر می‌تواند بسیار خطرناک باشد و عهد می‌بندد تا زمانی‌که زنده است، آن را پنهان نگه دارد. در زمان حال، دختر دورافتاده‌اش هوپ ون داین و شاگرد سابقش دارن کراس او را از شرکتش، فناوری‌های پیم، بیرون کرده‌اند. کراس در آستانهٔ تکمیل نسخه‌ای از لباس کوچک‌سازی با نام ژاکت زرد است که پیم را وحشت‌زده می‌کند.
اسکات لنگ، دزدی خوش‌نیت، پس از آزادی از زندان نزد هم‌سلولی پیشینش لوئیس می‌رود. او بی‌خبر به دیدن دخترش کسی می‌رود، اما از سوی همسر سابقش مگی و نامزد پلیسش پکسون به‌خاطر نپرداختن نفقهٔ کودک توبیخ می‌شود. لنگ که به‌دلیل سوءسابقه نمی‌تواند شغلی نگه دارد، به همراهی با گروه لوئیس برای انجام سرقتی جدید تن می‌دهد. او وارد خانه‌ای می‌شود، گاوصندوق را باز می‌کند و تنها یک لباس قدیمی شبیه به لباس موتورسواری پیدا می‌کند که با خود به خانه می‌برد. هنگام امتحان کردن لباس، به‌طور تصادفی خودش را به اندازهٔ یک حشره کوچک می‌کند. وحشت‌زده از این تجربه، لباس را بازمی‌گرداند، اما در خروج از خانه دستگیر می‌شود. پیم که صاحب‌خانه است، به ملاقات او در زندان می‌رود و لباس را به او می‌دهد تا فرار کند.
پیم که با کمک لوئیس لنگ را به‌طور غیرمستقیم به دزدی لباس کشانده، قصد دارد او را به مرد مورچه‌ای جدید تبدیل کند تا لباس ژاکت زرد را از کراس بدزدد. هوپ و پیم که نیت‌های کراس را کشف کرده‌اند، لنگ را در نبرد و کنترل مورچه‌ها آموزش می‌دهند. هوپ که از پیم به‌خاطر مرگ مادرش جنت دلخور است، می‌فهمد که جنت با نام زنبورک در سال ۱۹۸۷ هنگام خنثی کردن یک موشک هسته‌ای شوروی به قلمرو زیراتمی کوانتومی ناپدید شده است. پیم به لنگ هشدار می‌دهد که در صورت غیرفعال‌سازی تنظیم‌کنندهٔ لباس، ممکن است به سرنوشتی مشابه دچار شود. آن‌ها لنگ را برای سرقت دستگاهی از پایگاه انتقام‌جویان می‌فرستند که برای نقشهٔ سرقت لازم است و او در آن‌جا کمی با سم ویلسون درگیر می‌شود.
کراس لباس ژاکت زرد را کامل می‌کند و مراسم رونمایی در شرکت پیم برگزار می‌کند. لنگ به همراه گروهش و انبوهی از مورچه‌های پرنده، در حین مراسم وارد ساختمان شده، سرورها را خراب می‌کند و مواد منفجره کار می‌گذارد. هنگام سرقت لباس ژاکت زرد، همراه با پیم و هوپ توسط کراس دستگیر می‌شود که قصد دارد لباس‌ها را به هایدرا بفروشد. لنگ فرار می‌کند و با کمک هوپ بیشتر عوامل هایدرا را شکست می‌دهند، گرچه یکی از آن‌ها با ویالی از ذرات کراس می‌گریزد و پیم تیر می‌خورد. لنگ به تعقیب کراس می‌پردازد و هم‌زمان مواد منفجره منفجر شده، ساختمان را فرو می‌ریزند و پیم و هوپ فرار می‌کنند.
کراس لباس ژاکت زرد را می‌پوشد و به لنگ حمله می‌کند. در جریان نبرد، لنگ توسط پکسون دستگیر می‌شود و کراس کسی را گروگان می‌گیرد تا آن‌ها را بازگرداند. لنگ تنظیم‌کننده را از کار می‌اندازد و به اندازهٔ زیراتمی کوچک می‌شود تا به درون لباس کراس نفوذ کرده، آن را مختل کند و باعث کوچک‌شدن کنترل‌نشدهٔ کراس شود که ظاهراً او را می‌کشد. لنگ وارد قلمرو کوانتومی می‌شود اما موفق می‌شود از آن‌جا بازگردد و به مقیاس ماکروسکوپی برگردد. پکسون که تحت‌تأثیر فداکاری او قرار گرفته، برای نجاتش از بازداشت همکاری می‌کند. پیم که از بازگشت لنگ از قلمرو کوانتومی شگفت‌زده شده، به زنده‌بودن همسرش امیدوار می‌شود. بعدها، لنگ با لوئیس ملاقات می‌کند و لوئیس به او می‌گوید که ویلسون دنبال او می‌گردد.
در یک صحنه میانی تیتراژ، پیم لباس جدید زنبورک را به هوپ نشان می‌دهد و آن را به او پیشنهاد می‌کند. در یک صحنه پس از تیتراژ، استیو راجرز و ویلسون باکی بارنز را در اختیار دارند. آن‌ها به‌دلیل توافق‌نامه‌ها نمی‌توانند با تونی استارک تماس بگیرند، و ویلسون می‌گوید که کسی را می‌شناسد که می‌تواند کمک کند.

## بازیگران
- پل راد در نقش اسکات لنگ / مرد مورچه‌ای
- اوانجلین لیلی در نقش هوپ ون دین: دختر هنک پیم
- کوری استول در نقش درن کراس / یلوجکت
- بابی کاناول در نقش پکستون
- مایکل پنیا در نقش لوئیس: هم‌سلولی لنگ
- جودی گریر در نقش جودی: همسر سابق لنگ
- تی. آی. در نقش دیو
- دیوید دستمالچیان در نقش کرت
- وود هریس در نقش گیل
- آنتونی مکی در نقش فالکون
- مایکل داگلاس در نقش هنک پیم / مرد مورچه‌ای